# SIC-POVM
Симетрична, інформаційно повна, невід'ємна операторно-значна міра (СІП-НОЗМ, англ. SIC-POVM) — частковий випадок узагальненого квантовомеханічного вимірювання в гільбертовому просторі. Такий специфічний різновид вимірювання, який має певні корисні властивості, є перспективним кандидатом для «стандартного квантового вимірювання», яке є одним з фундаментальних понять основ квантової механіки. Більш того, оператори SIC-POVM застосовуються у томографії квантового стану і квантовій криптографії.

## Означення
Через той факт, що оператори SIC-POVM використовуються насамперед у квантовій механіці, елементи гільбертового простору представлятимуться за допомогою позначень Дірака.
У загальному випадку, набір операторів POVM у {\displaystyle d}-мірному гільбертовому просторі {\displaystyle {\mathcal {H}}} визначається як такий набір {\displaystyle M} додатно напіввизначених операторів {\displaystyle \{F_{i}\}} у гільбертовому просторі, що їх сума дорівнює одиничній матриці:
{\displaystyle \sum _{i=1}^{M}F_{i}=I.}
Набір операторів SIC-POVM, який є частковим випадком POVM, складається з нормованих проєкторів, що мають один відносно одного властивості симетрії та інформаційної повноти. Умова інформаційної повноти означає, що набір ймовірностей спостереження різних результатів вимірювання будь-якого квантового стану за схемою SIC-POVM повністю визначає цей стан. Для виконання цієї умови набір SIC-POVM повинен складатися з {\displaystyle d^{2}} лінійно незалежних операторів. У свою чергу, умова симетрії означає, що внутрішній добуток усіх пар нормованих проєкторів {\displaystyle F_{i},F_{j}} є постійним:
{\displaystyle \mathrm {Sp} \left(F_{i}F_{j}\right)={\frac {\mathrm {Sp} \left(\Pi _{i}\Pi _{j}\right)}{d^{2}}}={\frac {\left|\langle \psi _{i}|\psi _{j}\rangle \right|^{2}}{d^{2}}}={\frac {1}{d^{2}(d+1)}},\quad i\neq j.}
Таким чином, поєднання умов симетрії та інформаційної повноти задає набір {\displaystyle M}, що складається з операторів виду
{\displaystyle F_{i}={\frac {1}{d}}\Pi _{i},}
де {\displaystyle \Pi _{i}} — проєктор із рангом 1.

## Властивості

### Симетрія
Як означено вище, попарно різні внутрішні добутки чистих станів мають дорівнювати константі. Оскільки {\displaystyle {\frac {1}{d}}\sum _{\alpha }\Pi _{\alpha }=I}, то цю константу {\displaystyle \mathrm {Sp} (\Pi _{\alpha }\Pi _{\beta })=\mu ^{2}\;} можна визначити наступним чином:
{\displaystyle d=\mathrm {Sp} (I^{2})=\displaystyle {\frac {1}{d^{2}}}\sum _{\alpha ,\beta }\mathrm {Sp} (\Pi _{\alpha }\Pi _{\beta })=\displaystyle {\frac {1}{d^{2}}}\left(d^{2}+\mu ^{2}d^{2}(d^{2}-1)\right),}
звідки:
{\displaystyle \mathrm {Sp} \left(\Pi _{i}\Pi _{j}\right)=\left|\langle \psi _{i}|\psi _{j}\rangle \right|^{2}={\frac {1}{d+1}},\quad i\neq j.}

## Зв'язок із рівнонахиленими базисами
У d-вимірному гільбертовому просторі, два різні базиси {\displaystyle \left\{|\psi _{i}\rangle \right\}} та {\displaystyle \left\{|\phi _{j}\rangle \right\}} називаються рівнонахиленими, якщо:
{\displaystyle \displaystyle |\langle \psi _{i}|\phi _{j}\rangle |^{2}={\frac {1}{d}},\quad \forall i,j\in \{1,\dots ,d\}.}
Це поняття за своєю сутністю схоже до властивості симетрії у SIC-POVM. Так, задача знаходження SIC-POVM еквівалентна до задачі знаходження рівнокутних прямих у Cd, тоді як повний набір рівнонахилених базисів можна представити у вигляді афінного простору. Можна показати, що геометрична структура, яка відповідає задачі знаходження повного набору {\displaystyle N+1} рівнонахилених базисів, еквівалентна до геометричної структури, що відповідає SIC-POVM. Але треба відзначити, що еквівалентність цих задач справедлива у сенсі абстрактної геометрії, тому внаслідок того, що простори кожної з цих геометричних структур, взагалі кажучи, відрізняються, не можна точно гарантувати, що розв'язок на одному просторі безпосередньо відповідатиме розв'язкові на іншому.
Прикладом, де така еквівалентність дає результат, є випадок 6-вимірного гільбертового простору, в якому SIC-POVM було знайдено аналітично за допомогою математичного програмного забезпечення, але поки не було знайдено повного набору рівнонахилених базисів.

## Виноски
1. ↑  Caves C. M., Fuchs C. A., Schack R. Unknown quantum states: the quantum de Finetti representation // Journal of Mathematical Physics. — 2002. — Vol. 43. — P. 4537–4559. (arXiv: quant-ph/0104088 [Архівовано 26 березня 2015 у Wayback Machine.])
2. ↑  Fuchs C. A., Sasaki M. Squeezing Quantum Information through a Classical Channel: Measuring the 'Quantumness' of a Set of Quantum States // Quant. Info. Comp. — 2003. — Vol. 3. — P. 377–404. (arXiv: quant-ph/0302092 [Архівовано 22 липня 2020 у Wayback Machine.])
3. ↑  Wooters W. K. Quantum measurements and finite geometry // arXiv: quant-ph/0406032. — 2004.
4. ↑  Grassl M. On SIC-POVMs and MUBs in Dimension 6 // arXiv: quant-ph/0406175. — 2009.